# Karl Adolf von Wachsmann
Œuvres principales
L'étranger des Carpathes (1830)
Karl Adolf von Wachsmann, né le 27 septembre 1787 à Grünberg-en-Silésie, et mort le 28 août 1862 à Dresde en Saxe, est un écrivain prussien connu pour ses œuvres en prose et ses poèmes.
Il est notamment l'auteur de L'étranger des Carpathes (1844), roman précurseur du genre vampire, avec tous les ingrédients : château en Transylvanie, forêts sombres, personnage maudit, voyageurs effrayés… que l'on retrouvera en 1892 chez Jules Verne avec Le Château des Carpathes et en 1897 chez Bram Stoker avec Dracula.

## Biographie
Fils d'un capitaine de cavalerie à la retraite, Karl Adolf von Wachsmann fait des études scientifiques à Breslau en Silésie et entre au service militaire prussien à l'âge de 15 ans.
Après la campagne de Prusse (1806-07), il prit congé et entra dans les services de Baden, participa à la campagne contre les Tyroliens comme lieutenant dans la brigade du Colonel v. Stockhorn et la division Beaumont en 1809. Il marcha vers l'Espagne en 1810 avec un bataillon du 4e régiment de Bade.
Lorsque ce régiment fut transféré à la garnison de Stettin à la fin de 1811, Wachsmann prit congé, épousa une cousine en Silésie et vécut de 1812 à 1818 à Kreidelwitz dans l'arrondissement de Glogau et s'établit comme propriétaire terrien.
Après la vente de ce domaine quelques années plus tard, il s'installa dans le manoir de Buschvorwerk près de Schmiedeberg-des-Monts-des-Géants ; il fut le premier député d'Hirschberg.
À partir de 1824, von Wachsmann collabore à plusieurs journaux : Gesellschafter (L’homme du monde) ; Abendzeitung (Le journal du soir) ; Zeitung für die elegante Welt (Journal du monde élégant). Il travaille par la suite pour une douzaine d'autres revues locales en tant qu'écrivain nouvelliste.
En 1837, il fonde la série Lilien. Taschenbuch historisch-romantischer Erzählungen (« Fleurs de lis. Récits historico-romantiques en fascicules », publiés en 1838-48 et 1850. Parallèlement, il débute dès 1830 une édition complète de ses Erzählungen und Novellen (« Récits et nouvelles »), dont est issu Der Fremde (« L’étranger », traduit en français par L’étranger des Carpathes) inspiré des légendes vampiriques des Balkans comme celles des broucolaques et des stryges hantant des « forteresses noires » ou encore des Histoires de la Moldavie et de la Valachie de Johann Christian von Engel (en) qui, en 1804, décrit ces « principautés danubiennes » comme de sombres pays peuplés de loups et d'ours sauvages, de paysans primitifs et frustes, d'aristocrates fourbes, cruels et assoiffés de sang.
Afin se consacrer intensément à cette activité littéraire, il emménagea à Dresde, où il resta jusqu'à la fin de sa vie.
Il y mourut le 28 août 1862.

## Œuvres
- 1830: édition de sa collection Erzählungen und Novellen (« Histoires et nouvelles »), dont 93 parurent en 37 volumes jusqu'en 1849. Ces contes et nouvelles ont bénéficié d'un large lectorat en leur temps.
- 1837: Lilien. Taschenbuch historisch-romantischer Erzählungen (« Florilèges. Récits historico-romantiques en fascicules »), publiés entre 1838 et 1850.